# Roger Rivière
Roger Rivière (Saint-Étienne, 23 de fevereiro de 1936–Saint-Galmier, 1 de abril de 1976). Foi um ciclista francês cujos maiores sucessos desportivos obteve-os nos campeonatos do mundo e da França de perseguição que conquistou em 3 ocasiões, no Tour de France com 5 vitórias de etapa e na Volta a Espanha com 2 vitórias de etapa.
Sua carreira profissional de sucesso, que incluía os recordes do mundo de 10, 20, 30 km e a hora, se viu truncada, quando no Tour de France de 1960 sofreu uma queda no descida do Col de Perjuret que lhe provocou uma lesão medular o deixando inválido.
Era conhecido como Le Roi du Vigorelli, por ser o velódromo Vigorelli, de Milão onde conseguiu o recorde do mundo da hora.

## Palmarés
| - 1957 - Campeão do Mundo de perseguição - Campeão da França de perseguição - Saint-Just sur Loire - 1958 - Campeão do Mundo de perseguição - Annecy - Pesaro - Trieste - 1959 - Campeão do Mundo de perseguição - 2 etapas no Tour de France - 2 etapas na Volta a Espanha - 1 etapa na Dauphiné Libéré - 2.º no Super Prestige Pernod International | 1959 Cont. - - Gran Premio d'Alger - Ascensión al Mont Faron - Saint-Claud - Vergt - Charlieu - Auch - Argentan - 1960 - 3 etapas no Tour de France - 1 etapa na Dauphiné Libéré - 1 etapa nos Quatro Dias de Dunquerque - Grande Premeio d'Alger - Chef-Boutonne |

### Recordes do Mundo
- - Recorde do Mundo da hora:
  - 46,923 km, a 18 de setembro de 1957, no velódromo Vigorelli de Milão
  - 47,346 km, a 23 de setembro de 1958, no velódromo Vigorelli de Milão
  - Recorde do Mundo dos 20 km em pista:
  - 25' 15" em 1958
  - 24' 50" 60 em 1958
  - Recorde do Mundo dos 10 km em pista:
  - 12' 31" 80 em 1957
  - 12' 22" 80 em 1958

### Resultados no Tour de France
- - 1959. 4.º na classificação geral e 2 etapas
  - 1960. Abandonou em 14.ª etapa e 3 etapas

### Resultados na Volta a Espanha
- - 1959. 6.º na classificação geral e 2 etapas